# Trolleybus de Metz
Le trolleybus de Metz était un réseau de transports en commun de l'agglomération de Metz. Les trolleybus sont graduellement mis en service entre 1947 et 1949, remplaçant progressivement le réseau de tramway. L'exploitation du réseau de trolleybus dure jusqu'en 1966.

## Histoire
- 1939 : premiers projets de trolleybus
- 14 septembre 1947 ouverture de la première ligne, entre Devant-lès-Ponts et la place de la République.
- 1948 : extensions du réseau vers Frescaty et Longeville-lès-Metz.
- 1949 : extensions du réseau vers Moulins-lès-Metz.
- 15 août 1948 : fermeture du réseau de tramways.
- 1er mai 1966 : fermeture du réseau et remplacement par des autobus.

## Lignes
Ligne 1 Devant-lès-Ponts et la place de la République.
Ligne 2  Frescaty et Longeville-lès-Metz
Ligne 3 Metz  Moulins-lès-Metz.

## Matériel roulant
À son apogée, le réseau comprend 20 véhicules :
- 18 Vétra VBR ;
- 1 Vetra CS48 (cédé par le réseau de Strasbourg)[1];
- 1 prototype Chausson-Vétra AP52 VBC 442.